# Экваториальный климат

Зоны экваториального климата по Б. П. Алисову

Экваториальный климат — тип климата по классификации Алисова, где господствует режим экваториальной депрессии, зоны пониженного атмосферного давления, обычно до 10° по обе стороны от экватора. Характеризуется слабыми ветрами, очень малыми колебаниями средней месячной температуры (до 2 °С), высокой влажностью воздуха и облачностью. Экваториальный климат над морями отличается более низкой амплитудой температур, в некоторых местах она не превышает 1 °С. Примерно соответствует влажному тропическому климату в классификации Кёппена.
Экваториальный климат распространён на обширной территории, в бассейнах рек Амазонки в Южной Америке и Конго в Африке, на полуострове Малакка и на островах Юго-Восточной Азии.
Пониженное давление, обильные тропические дожди, высокая температура, но без засушливых периодов создают условия для произрастания влажноэкваториальных лесов и возделывания ценных тропических культур (саговая и кокосовая пальмы, бананы, ананасы, какао).

## Температура и осадки
Характерны малые годовые амплитуды температур, отсутствуют чётко выраженные сухой и влажный сезоны. Количество осадков колеблется в диапазоне от 750 до 3000 мм в год, в экстремально дождливых местах может выпадать около 10 тыс. мм. Среднегодовая температура воздуха равна примерно +28 °C.